# Гайтаника
Гайтаника (Melampyrum) е род покритосеменни растения от семейство Воловодецови (Orobanchaceae). Включва полупаразитни растения, разпространени в умерените области на Северното полукълбо.

## Видове
- Melampyrum arvense
- Melampyrum cristatum
- Melampyrum klebelsbergianum
- Melampyrum laxum
- Melampyrum lineare
- Melampyrum nemorosum
- Melampyrum pratense
- Melampyrum roseum
- Melampyrum sylvaticum